# Императорски театър
Императорският театър (на немски: Burgtheater) във Виена е националният театър на Австрия.

## История
Основан е на 14 март 1741 г. по нареждане на императрица Мария Тереза. Премества се в новата си сграда на булевард „Ринг“ през 1888 г. Архитекти на сградата, построена в стил барок, са Готфрид Земпер и Карл фон Хазенауер. След разрушаването на театъра от бомбардировките през Втората световна война на 12 март 1945 г. той е възстановен през периода 1953 – 1955 г.
На 8 май 1925 г., по време на представление на „Пер Гинт“ от Хенрик Ибсен, революционерката от Вътрешната македонска революционна организация Менча Кърничева убива бившия деец на организацията Тодор Паница.
Театърът е сред най-значимите немскоговорещи театри в света. На неговата сцена имат премиера някои от най-известните опери на Моцарт като „Сватбата на Фигаро“, „Отвличане от Сарая“ и др.